# Gustav Reinhardt
Gustav Reinhardt (Salzburg, 1950) is een Duitse beeldhouwer.

## Leven en werk
Reinhardt werd geboren in de Oostenrijkse stad Salzburg, maar groeide op in Korntal bij Stuttgart in de Duitse deelstaat Baden-Württemberg. Hij kreeg een beroepsopleiding bij Porsche in Stuttgart. Sinds 1969 leeft hij in Berlijn, waar hij architectuur studeerde aan de Hochschule der Künste. Van 1975 tot 1978 maakte hij, als autodidact, metaalsculpturen. In 1979 ging hij beeldhouwkunst studeren aan de Hochschule der Künste bij de hoogleraren Phillip King, David Evison en Robert Kudielka. In 1981 werkte hij gedurende korte tijd in het atelier van Phillip King in Londen en bezocht hij de beeldhouwer Anthony Caro. In 1982 was hij medeoprichter van de kunstenaarsgroepering Odious met zijn medestudenten Klaus Duschat, David Lee Thompson, Klaus H. Hartmann, Hartmut Stielow en Gisela von Bruchhausen. De zes kunstenaars werkten vele jaren in een gezamenlijk atelier in Berlijn en exposeerden regelmatig als kunstenaarsgroep. In 1984 studeerde Reinhardt af bij de Engelse beeldhouwer David Evison.
Van 1985 tot 1990 was hij betrokken bij de stichting en leiding van de Bildhauerwerkstatt Berlin van de BBK in Berlin-Wedding (atelier-, workshop- en tentoonstellingsruimte in de voormalige Arnheimsche Tresorfabrik). In 1992 nam hij de organisatie op zich van de Workshop Stahl '92 in Berlijn, waarover de Engelse beeldhouwer Tim Scott de leiding had.
De kunstenaar leeft en werkt in Berlijn.

## Werken (selectie)
- 1981 : Überschreitung en
- 1981/82 : Großer Samir, Skulpturenpark Sammlung Domnick in Nürtingen
- 1983 : Ohne Titel, Kunst-Landschaft Neuenkirchen-Tewel
- 1984 : Große Parabel, Landratsamt Ostalbkreis in Aalen
- 1984 : Chiflado, Skulpturen im Schulzentrum Schölkegraben in Salzgitter (aangekocht in 1989)
- 1985 : Be-Züge, buitencollectie Kunstverein Springhornhof in Neuenkirchen (Lüneburger Heide) (met de Groep Odious)
- 1986 : Serenity, beeldenpark Skulpturengarten AVK in Berlijn
- ---- : Gentildonna II, Haus der Kultur in Bonn
- 1989 : Machismo, beeldenroute Kunstpfad Universität Ulm in Ulm
- 1993 : Salto Mortale in Ulm

## Fotogalerij

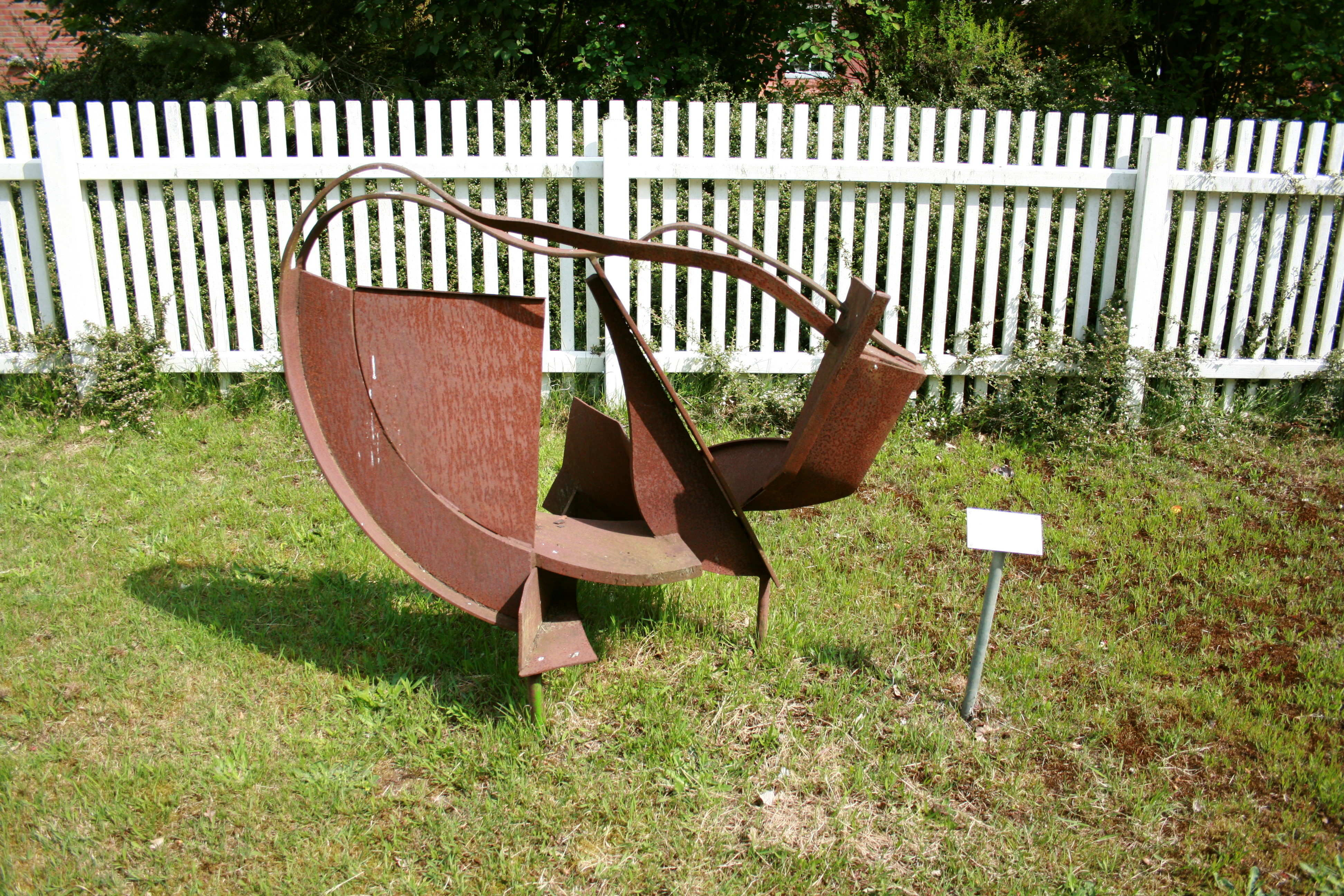
Ohne Titel (1983) in Neuenkirchen-Tewel
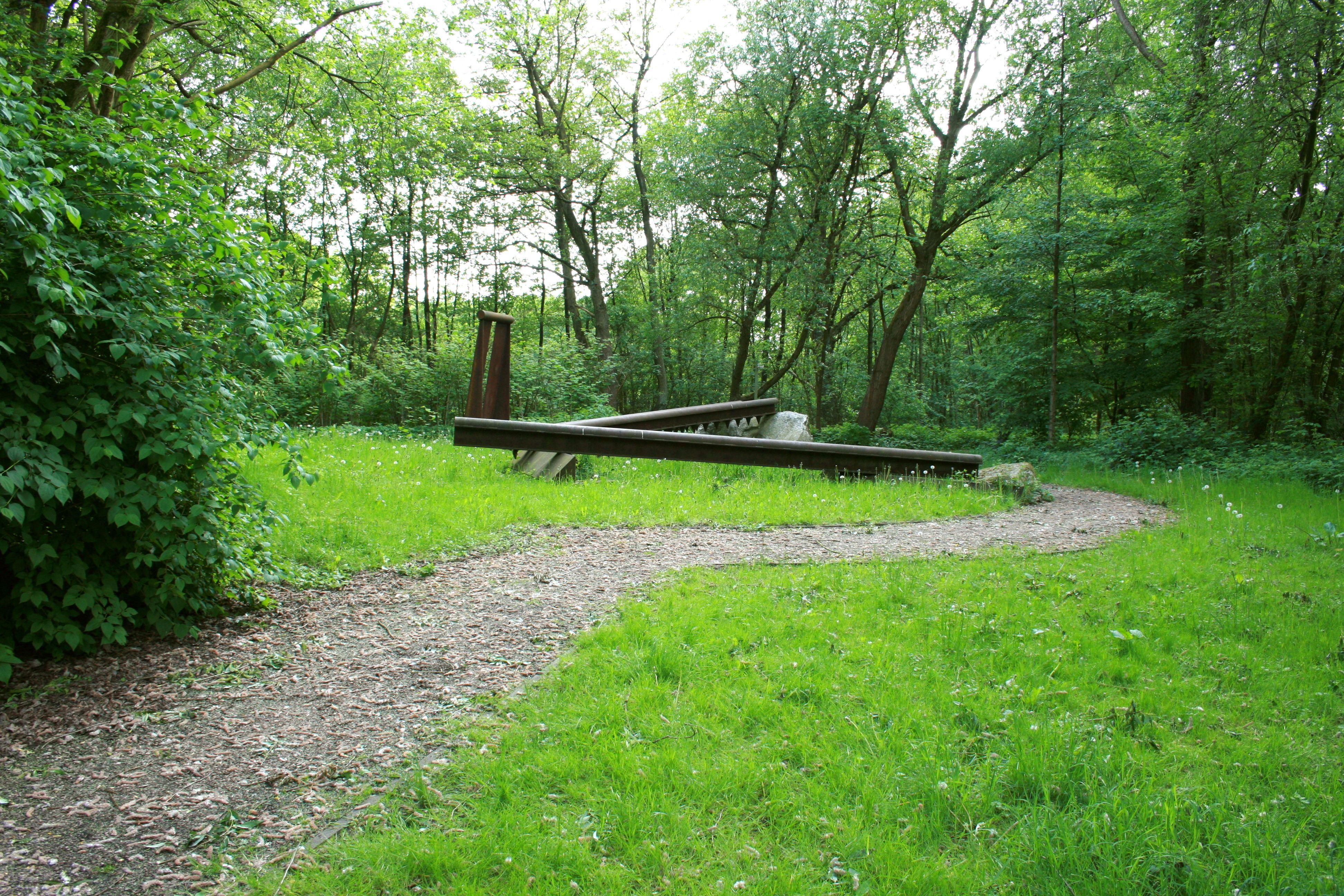
Be-Züge (1985) in Neuenkirchen
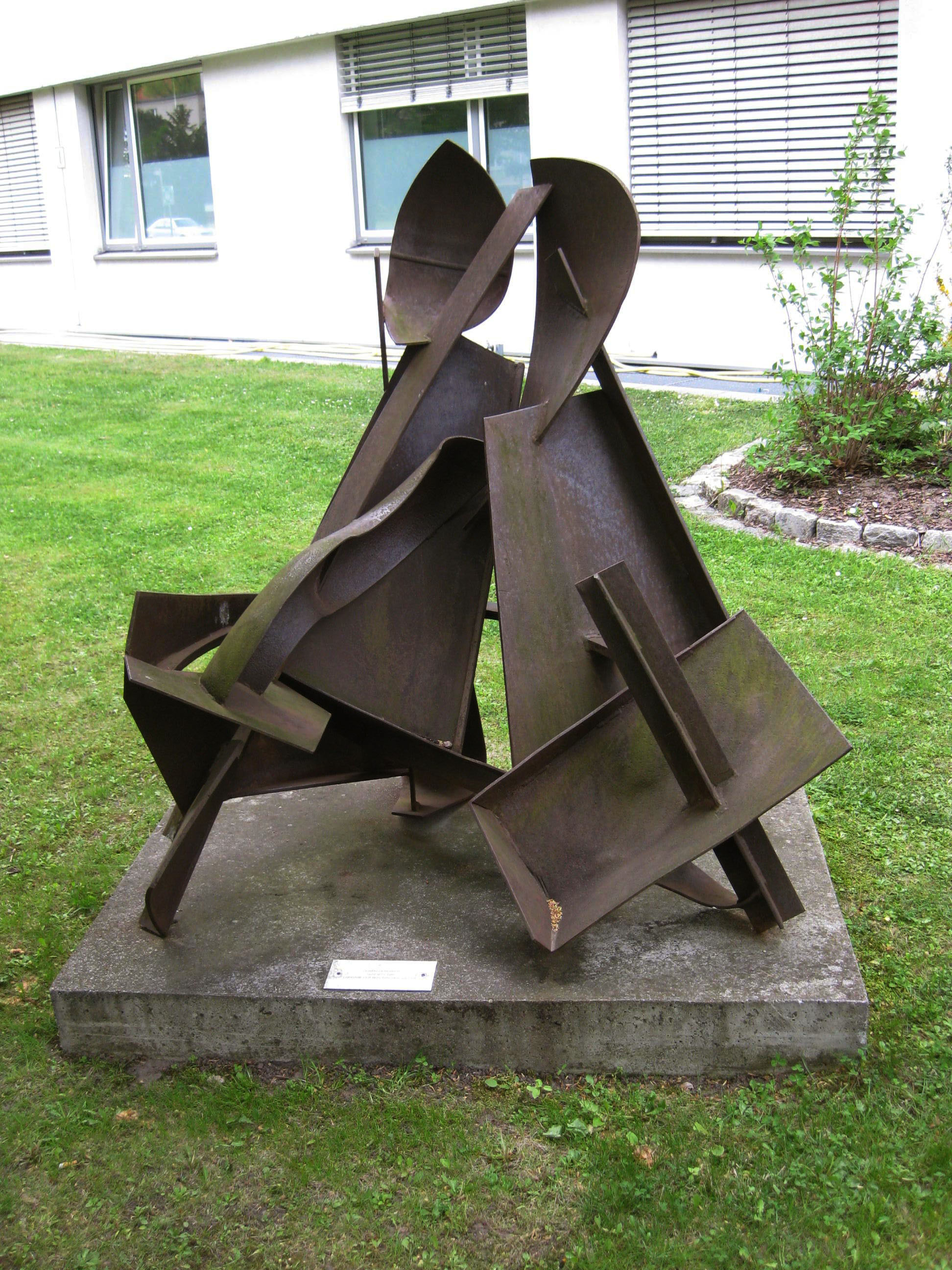
Serenity (1986) in Berlijn
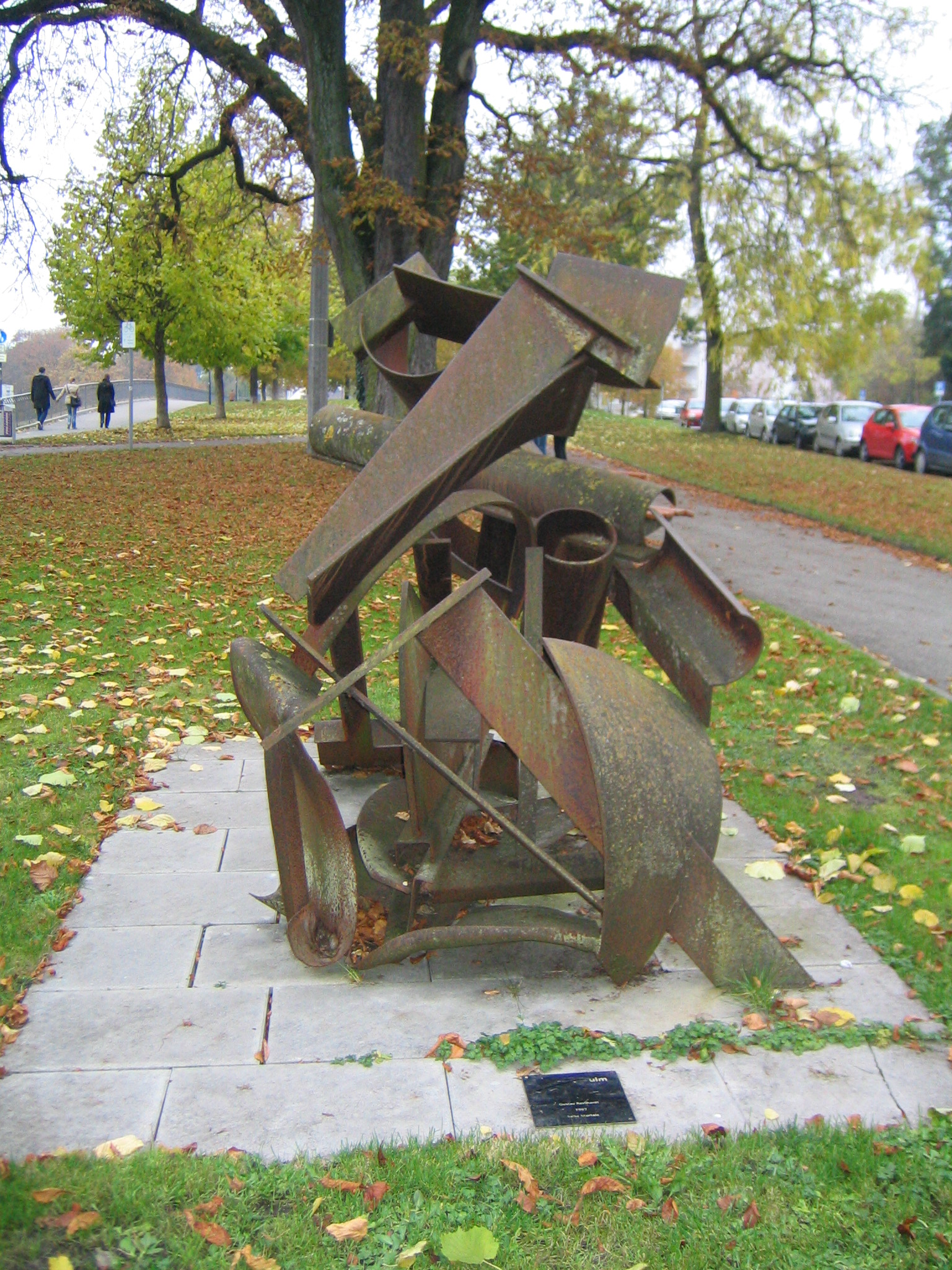
Salto Mortale (1993) in Ulm